# Randia parana
Randia parana är en måreväxtart som beskrevs av Ined.. Randia parana ingår i släktet Randia och familjen måreväxter. Inga underarter finns listade i Catalogue of Life.